# Bartošovice v Orlických horách
Bartošovice v Orlických horách (deutsch Batzdorf) ist eine Gemeinde im Okres Rychnov nad Kněžnou in Ostböhmen. Sie liegt im äußersten Südosten des Adlergebirges und wird über die Staatsstraße 311 erreicht, die bei Žamberk beginnt und ab Bartošovice weiter in nordwestlicher Richtung entlang des rechten Ufers der Wilden Adler verläuft.

## Geographie

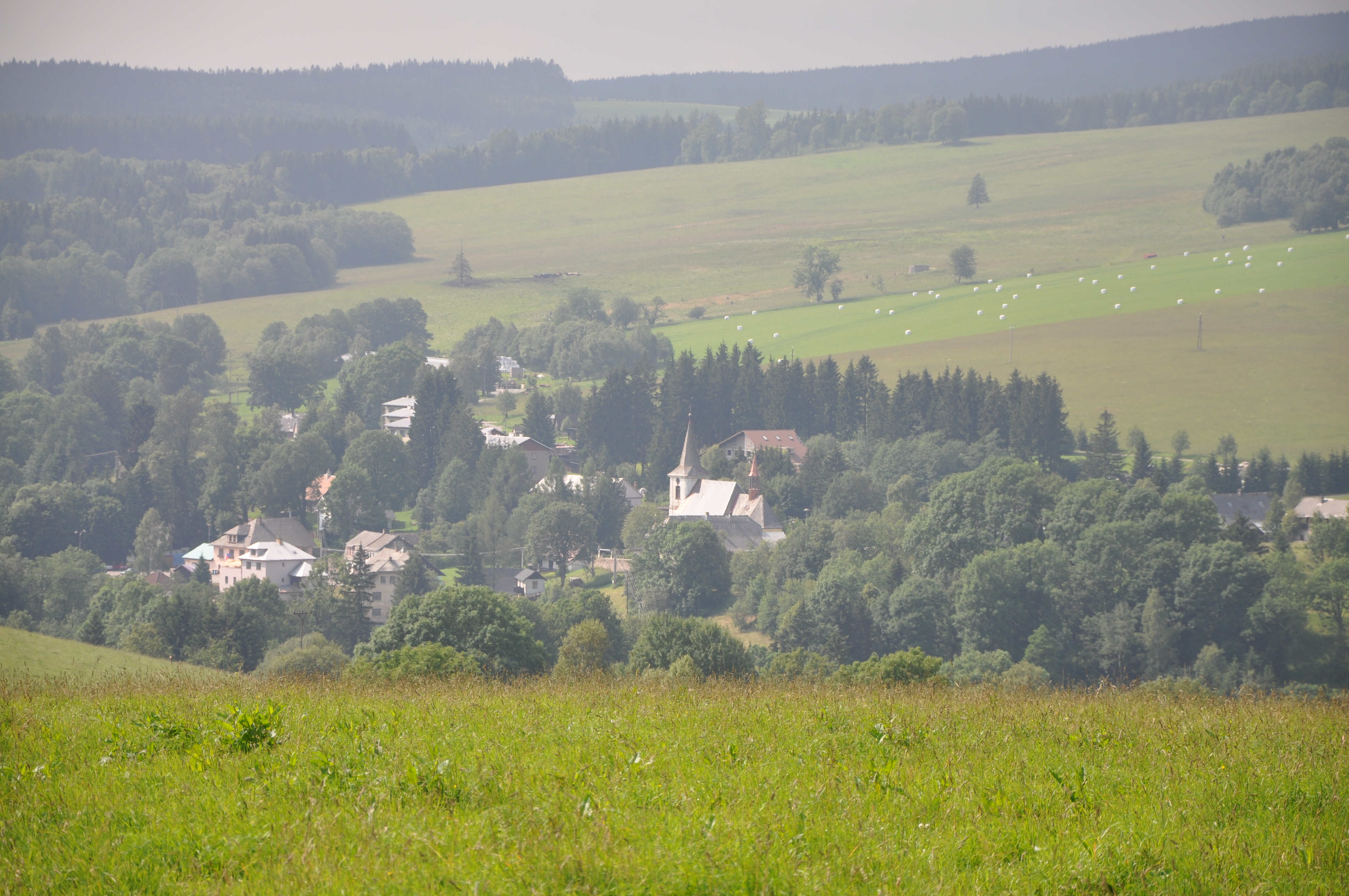
Bartošovice

Bartošovice befindet sich zu beiden Seiten des Aubachs (Bartošovický potok) in einem Seitental der Wilden Adler an der Grenze zu Polen. Nachbarorte sind Vrchní Orlice (Hohen Erlitz) im Norden, České Petrovice (Böhmisch Petersdorf) im Südosten, Klášterec nad Orlicí im Süden, Bubnov (Bubenetz) und Zaječiny (Hasendorf) im Südwesten, Rokytnice v Orlických horách im Westen sowie Panské Pole (Herrnfeld), Hanička (Hännchen) und Udoličko (Liebenthal) im Nordwesten. Jenseits der Grenze liegen am linken Ufer der Wilden Adler Niemojów (Marienthal) im Norden und Lesica (Freiwalde) im Südwesten.

## Geschichte
Batzdorf wurde zwischen 1539 und 1557 als erste Siedlung des Erlitztales angelegt und mit Holzknappen und Flößern besiedelt. 1557 wurde es erstmals urkundlich mit einem Freirichtergut erwähnt. Es gehörte zum Königgrätzer Kreis in Böhmen. Die 1673 errichtete und der hl. Maria Magdalena geweihte Kirche wurde 1746 zur Pfarrkirche erhoben.
1850 wurde Batzdorf selbständige Gemeinde und gehörte zur Bezirkshauptmannschaft Senftenberg.
Die 1892 erbaute Volksschule war anfangs dreiklassig. Nach der Gründung der Tschechoslowakei 1918 wurde die Schule zweiklassig weitergeführt und zusätzlich eine tschechische Minderheitenschule eingerichtet. 1930 lebten in der Gemeinde 301 Einwohner.
Infolge des Münchner Abkommens wurde Batzdorf 1938 dem Deutschen Reich angeschlossen und gehörte bis 1945 zum Landkreis Grulich. 1939 lebten in dem Dorf 845 Menschen in 216 Häusern. Nach dem Zweiten Weltkrieg wurden die deutschen Bewohner vertrieben.

## Wirtschaftliche Entwicklung
Der Ort entwickelte sich zu einem Standort mit vielen Handwerkern und Industriebetrieben. Gefertigt wurden Wintersportgeräte, die in die ganze Welt geliefert wurden. Landwirtschaftlich wurden vor allem Flachs, Hafer, Gerste und Roggen angebaut sowie Kraut und Kartoffeln. Als Viehfutter wurden zunächst Steckrüben, später auch Runkelrüben angebaut.

## Sehenswürdigkeiten
- Die 1673 errichtete Kirche Maria Magdalena wurde 1793 durch einen Blitzschlag zerstört und wieder aufgebaut. Nach einer weiteren Zerstörung durch Blitzschlag 1906 wurde sie durch den Patronatsherrn Oskar Parish Freiherr von Senftenberg (1864–1925) wieder aufgebaut, erhielt aber statt des zwiebelförmigen Turmes einen pyramidenförmigen Turm.
- In der Ortslage Neratov befindet sich eine barocke Marienwallfahrtskirche.

## Gemeindegliederung
Zur Gemeinde Bartošovice gehören die Ortslagen Neratov (Bärnwald), Malá Strana (Halbseiten), Vrchní Orlice (Hohenerlitz), Nová Ves (Neudorf) und Podlesí (Schönwald).

## Demographische Daten
| Anzahl    | 1836 | 1869 | 1890 | 1910 | 1930 | 1939 | 1950 | 1961 | 1970 | 2001 | 2003 | 2004 | 2006 | 2010 |
| --------- | ---- | ---- | ---- | ---- | ---- | ---- | ---- | ---- | ---- | ---- | ---- | ---- | ---- | ---- |
| Einwohner | 1228 | 1361 | 1270 | 1059 | 873  | 845  | 210  | 285  | 256  | 218  | 213  | 205  | 195  | 217  |
| Häuser    |      | 263  | 265  | 252  | 232  | 216  | 151  |      | 63   | 74   |      |      |      |      |

## Persönlichkeiten
- Karl Franz Pitsch (1786–1858), Organist und Komponist